# Todarodes sagittatus
Il totano (Todarodes sagittatus (Lamarck, 1798)) è un mollusco cefalopode della famiglia Ommastrephidae e dell'ordine dei calamari.

## Descrizione

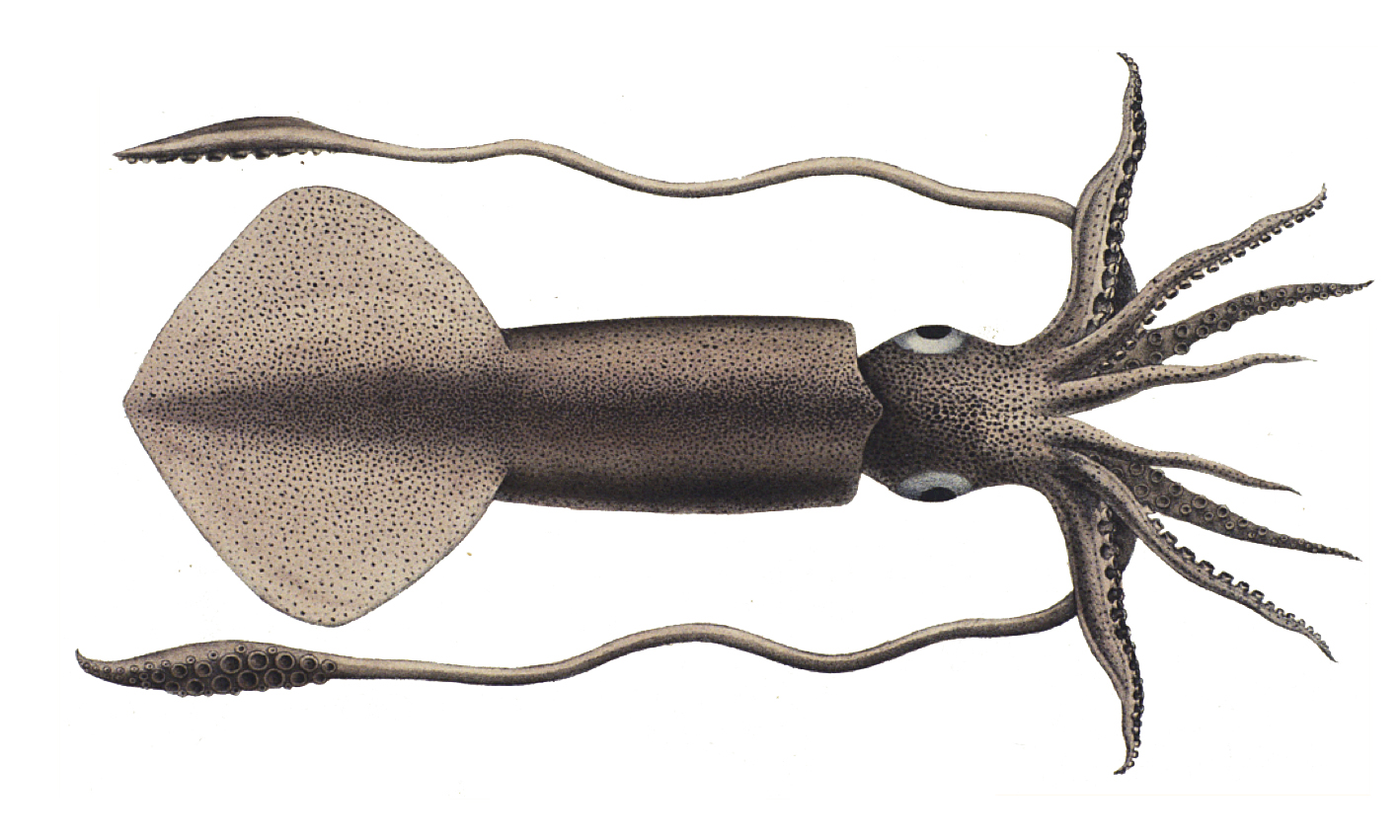

Il totano è una specie di cefalopode con una dimensione massima di 750 mm misurata in base alla lunghezza del mantello per un esemplare non sessato, mentre la lunghezza del mantello più grande nota per un maschio è di 640 mm. Questi animali hanno comunemente lunghezze del mantello comprese tra 250 mm e 350 mm. Hanno un mantello snello, lungo e muscoloso con pinne terminali larghe e forti, la cui lunghezza è equivalente al 45% della lunghezza del mantello, e, se considerate come un'unica pinna, appena leggermente più larga che lunga che si assottiglia in una punta posteriormente. Come tutte le specie dell'ordine Teuthida, i totani possiedono otto braccia e una coppia di tentacoli.  L'appendice tentacolare è molto lunga e si estende per tre quarti della lunghezza del tentacolo contratto. Il corpo è di colore violaceo scuro.

## Distribuzione e habitat
Il totano si trova nell'Atlantico orientale dalla Groenlandia e dall'Islanda alle acque artiche della Federazione Russa, nel basso Mare di Barents e nel Mare di Kara, fino a 13° S a sud del Golfo di Guinea e fino a circa 40° O; la sua distribuzione comprende anche il Mare del Nord, il Mar Mediterraneo e il Mar di Marmara.

## Biologia
Il totano è una specie oceanica e neritica che può essere trovata dalla superficie fino a profondità superiori ai 1000 metri. Occasionalmente viene registrato tra la fauna del fondale marino sulla piattaforma continentale o sulla margine continentale superiore, ad esempio al largo dell'Africa nord-occidentale, dove si trova comunemente tra i 350 e i 700 metri. 
Questa specie migra per nutrirsi mentre matura nell'Atlantico settentrionale. All'inizio dell'estate, grandi banchi appaiono al largo vicino all'Islanda meridionale, alle Isole Faroe, alla Norvegia e talvolta alla Scozia e rimangono in queste aree fino all'inizio dell'inverno. Lo spiaggiamento di un gran numero di totani lungo le coste vicine è relativamente frequente nei mesi estivi in queste aree. Con l'arrivo dell'inverno, i totani si spostano in acque più profonde più al largo dove trascorrono l'inverno. Le popolazioni dei mari più caldi al largo della costa africana nord-occidentale e nel Mediterraneo occidentale sono invece più sedentarie. 
Il totano è registrato in gran numero da marzo a maggio nei fondali di pesca attorno alle isole Madera, così come in altre aree dell'Oceano Atlantico centro-orientale. Questa specie è anche nota per intraprendere migrazioni verticali giornaliere, trovandosi vicino al fondale marino o in profondità durante il giorno e risalendo verso la superficie e le acque superficiali di notte; tuttavia spesso vengono catturati di notte in acque più profonde, il che indica che una parte della popolazione non intraprende sempre migrazioni verticali. I totanidi questa specie possono essere trovati solitari o in piccoli gruppi, ma man mano che la loro migrazione trofica progredisce formano grandi banchi sulle piattaforme continentali nelle acque dell'Atlantico settentrionale e al largo dell'Africa nord-occidentale. 

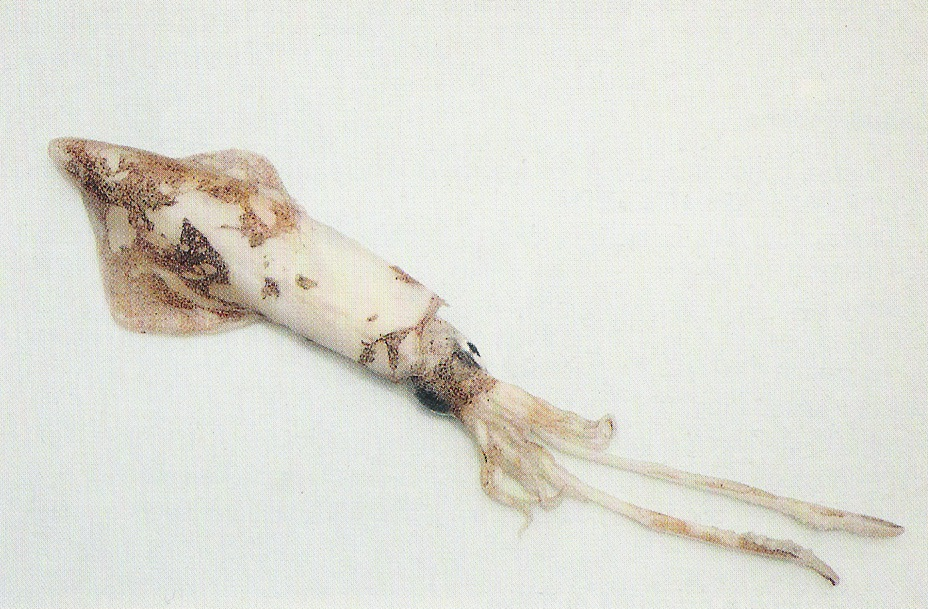
Esemplare di totano

Il rapporto tra i sessi del totano mostra quasi sempre una preponderanza di femmine e si rinvengono pochi maschi catturati. Ciò sembra essere principalmente il risultato di fattori ecologici, poiché le aree di alimentazione sono separate nei due sessi, che si incontrano solo durante la deposizione delle uova. I maschi possono essere sedentari, vivendo la maggior parte della loro vita nelle aree di riproduzione dove potrebbero non partecipare ai movimenti di alimentazione verticale giornalieri e rimanere in profondità. I maschi raggiungono la maturità sessuale a una taglia più piccola e in età più giovane rispetto alle femmine. In generale, gli esemplari più grandi si trovano nelle aree più fredde della sua distribuzione. 
Nel totano, la deposizione delle uova è molto probabilmente continua durante tutto l'anno sulla scarpata continentale, ma ci sono distinti picchi stagionali a fine inverno o all'inizio della primavera nell'Atlantico nord-orientale. Nel Mare delle Baleari, la deposizione delle uova raggiunge il picco tra settembre e novembre. La lunghezza dello spermatoforo dipende dalle dimensioni dei maschi e dalla loro origine geografica; essendo relativamente più grande (da 48 a 54 mm) nel Mare delle Baleari che nella popolazione al largo del Nord Africa (da 20 a 29 mm). La fecondità femminile è elevata e ciascuna di esse porta fino a diverse centinaia di migliaia di uova, a seconda delle sue dimensioni. Le femmine riducono la loro attività di alimentazione prima della deposizione delle uova, che è caratterizzata da una deposizione intermittente, con il numero di uova deposte via via minore. La deposizione avviene a profondità comprese tra 200 e 800 m e apparentemente avviene vicino al fondale. Il ciclo di vita iniziale non è ben noto, ma le osservazioni dei giovani esemplari sulla dorsale medio-atlantica suggeriscono che vengano trasportati dalle correnti e si diffondano negli strati superiori della colonna d'acqua tra 50 e 150 m di profondità, anche se possono andare più in profondità durante le ore diurne. È stato osservato che le paralarve nelle acque costiere al largo del Nord Africa risalgono per nutrirsi fino allo strato appena sotto la superficie sopra il margine continentale prima di migrare come giovani esemplari verso la piattaforma continentale. Il loro ritmo di crescita è elevato, soprattutto nelle prime fasi della loro vita, ma rallenta quando raggiungono la maturità sessuale. Si ritiene che il loro ciclo di vita richieda poco più di un anno per essere completato, in base all'analisi dello statolite, ma si pensa che i calamari più grandi con una lunghezza del mantello di oltre 500 mm abbiano un'età compresa tra 18 mesi e due anni. 
Il totano preda pesci, crostacei e cefalopodi. Nella parte più a nord del suo areale, le piccole aringhe atlantiche (Clupea harengus) sono le prede principali, così come il merluzzo atlantico (Gadus morhua). Altri studi hanno dimostrato che le prede includono specie pelagiche di pesci, ad esempio il melù (Micromesistius poutassou) e le aringhe, così come pesci mesopelagici come il Maurolicus muelleri. I totani predano anche crostacei pelagici e cefalopodi con cannibalismo piuttosto frequente, con i conspecifici come seconda preda più comune di cefalopodi. Nelle isole della Macaronesia, i pesci lanterna sono le prede più comuni e diversificate, mentre al largo della Norvegia settentrionale le prede più comuni sono pesci, crostacei e policheti I predatori del totano includono una varietà di predatori oceanici come tonni, pesci spada, squali, foche e cetacei. È una preda importante per alcune specie di delfini e questa specie, insieme a Illex coindetii e Todaropsis eblanae, è l'ospite intermedio più importante per le Anisakidae, che sono parassiti intestinali.

## Pesca
Il totano viene catturato prevalentemente come bycatch nella pesca a strascico di altre specie, ma viene anche pescato con totanare e sciabiche. Nei mesi estivi è ricercato dai pescatori commerciali e ricreativi dell'Italia meridionale. La carne del totano è edibile ed apprezzata in cucina e viene consumata fresca o bollita, conservata tramite congelamento commerciale, salatura o essiccazione. La specie viene anche utilizzata come esca nella pesca del merluzzo e dell'halibut. La popolazione non è soggetta a misure di gestione specifiche ed è composta da diverse popolazioni geograficamente distinte. Gli stock variano nel tempo in base alle variazioni ambientali. Dalla fine del XX secolo a oggi, la cattura media è stata di 3.000 tonnellate, sebbene abbia subito ampie variazioni, con le catture più grandi registrate nel 1981-1985. Al largo dell'Europa la specie viene pescata in associazione con altri membri della famiglia Ommastrephidae e gran parte del pescato non è suddiviso per specie. Nel corso dei 25 anni fino al 2014 non è stato possibile identificare una tendenza evidente negli stock e pertanto è stato valutato come a rischio minimo.